# 福島県立双葉高等学校
福島県立双葉高等学校（ふくしまけんりつふたばこうとうがっこう）は、福島県双葉郡双葉町に所在する県立高校。2021年10月現在、東日本大震災及び原発事故の影響により休校中。

## 概要
福島県立双葉高校は旧制中学校以来の伝統を持つ学校である。文武両道の方針のもと部活動も盛んで、定員の20%程を目安に学業のほか部活動（運動および吹奏楽）を重視した特別選抜（I期選抜）を行っている。

## 沿革

### 経緯
双葉高校は1923年に福島県立双葉中学校として創立した。戦後の学制改革により1948年福島県立双葉高等学校となり、その後1950年には女子生徒の入学を許可し共学校となって現在に至る。

### 年表
- 1923年4月16日 - 福島県立双葉中学校として開校。
- 1948年4月1日 - 学制改革により福島県立双葉高等学校となる。
- 1950年3月31日 - 福島県立浪江高等学校新山分校の廃止をうけて、双葉高等学校に定時制課程を付設する。
- 1950年4月8日 - 女子生徒の入学を許可する。
- 1952年3月31日 - 定時制課程を廃止する。
- 1952年4月1日 - 商業科を設置する。
- 1973年3月30日 - 新年度より商業科を募集停止することとなる。
- 1989年3月30日 - 新年度より英語科を設置することとなる。
- 2003年3月31日 - 新年度より英語科を募集停止することとなる。
- 2015年4月1日 - 福島県立ふたば未来学園高等学校の開校に伴い、募集停止[1]。
- 2017年3月31日 - 休校[1]

## 教育方針
- 校訓: 質実剛健・終始一貫

## 校章・校歌
- 校章は「栴檀は双葉より芳し」の言葉にちなみ栴檀の葉を2枚重ねた図案を用いる。
- 福島県立双葉高等学校校歌 - 1928年制定（旧制中学時代のもの） 作詞: 土井晩翠 作曲: 信時潔

## 進路概況
- 国公立大学 例年20人前後

- 私立大学 例年100人前後

- 短期大学 例年10人前後

- 専門学校 例年50人前後

- 就職 例年20人前後

## 部活動
- 体育系
- 硬式野球部
  - 甲子園出場履歴 1973年（第55回）、1980年（第62回）、1994年（第76回）

なお、2019年現在、相双地区で
唯一甲子園を経験している学校でもある。
- バレーボール部
- バスケットボール部
- サッカー部
- 卓球部
- ソフトテニス部
- ソフトボール部
- テニス部
- 陸上部
- 体操競技部
- 柔道部
- 剣道部
- 弓道部
- バドミントン部
- 馬術部

- 文化系
- 新聞部
- 吹奏楽部
- 写真部
- 文芸部
- 理科部
- FHJ（家庭クラブ）
- 演劇部
- 茶道・華道部
- 英語部
- 史学部
- 美術部
- 合唱部

## 交通
- 東日本旅客鉄道（JR東日本）常磐線双葉駅下車徒歩10分
- 新常磐交通バス「双高前」下車徒歩1分

## 著名な出身者
- 原中勝征 元日本医師会会長
- 田中慶秋 元民主党衆議院議員（神奈川5区選出）
- 佐藤静雄 元自民党参議院議員、元福島県出納長
- 常盤文克 元花王社長
- 吉田栄光 元福島県議会議長
- 渡辺俊美 歌手（猪苗代湖ズ）
- 佐藤武光 映画監督
- 志賀泉　 小説家
- 原田直之 民謡歌手
- 秋本真吾 元陸上競技選手

## その他
2011年3月11日の東日本大震災（東北地方太平洋沖地震）に伴って発生した福島第一原子力発電所事故により避難指示がされた福島第一原子力発電所を中心とする半径20km以内の地域にあるため、福島県立喜多方高等学校に仮の事務所を設け福島県立福島南高等学校・福島県立あさか開成高等学校・福島県立葵高等学校・福島県立磐城高等学校・福島県立相馬高等学校の各校をサテライト協力校とするサテライト方式および通信の方式による対応がとられた。また、入試に関しては合否判定が不可能となったためII期選抜試験受験者全員を合格とする措置がとられた。